# Frithjof Andersen
Pour les articles homonymes, voir Andersen.
Frithjof Andersen, né le 5 avril 1893 à Oslo et mort le 24 juillet 1975 dans la même ville, est un lutteur norvégien.

## Palmarès
- Jeux olympiques de 1920 à Anvers (Belgique)
  -  Médaille de bronze dans la catégorie poids légers en lutte gréco-romaine.